# 칠서 나들목
칠서 나들목(Chilseo IC)은 경상남도 함안군 칠서면 청계리에 설치된 중부내륙고속도로의 3번 교차로이다. 나들목 진출입로 및 요금소는 칠서면 무릉리와 접하고 있다. 칠원읍, 칠서면, 칠북면 등지로 진출할 수 있으며, 인근에 칠원고등학교가 있다.

## 연혁
- 1977년 12월 16일 :  구마고속도로 내서 ~ 팔달교 구간 개통과 함께 칠서 교차로라는 이름의 평면 교차로로 영업 개시
- 1995년 12월 27일 : 구마고속도로 내서 ~ 창녕 구간 왕복 4차로 확장 개통에 따른 나들목 이설 및 칠서 나들목으로 명칭 변경[1]

## 구조물 정보
- 위치: 경상남도 함안군 칠서면 청계리
- 영업소: 경상남도 함안군 칠서면 유성로 13

## 접속하는 도로
- 유성로 (구 국도 제5호선)
- 간접 연결 : 지방도 제1041호선 (원서로, 용산사거리 이용)

## 교통량 정보
| 요금소        | 통행량 (대/일) | 통행량 (대/일) | 통행량 (대/일) | 통행량 (대/일) | 통행량 (대/일) | 통행량 (대/일) | 통행량 (대/일) | 통행량 (대/일) | 통행량 (대/일) | 통행량 (대/일) | 각주  |
| 요금소        | 2001년         | 2002년         | 2003년         | 2004년         | 2005년         | 2006년         | 2007년         | 2008년         | 2009년         | 2010년         | 각주  |
| ------------- | -------------- | -------------- | -------------- | -------------- | -------------- | -------------- | -------------- | -------------- | -------------- | -------------- | ----- |
| 칠서 (폐쇄식) | 2,794          | 3,981          | 4,292          | 4,186          | 4,178          | 4,267          | 4,569          | 4,731          | 4,870          | 5,059          | [ 2 ] |
| 요금소        | 2011년         | 2012년         | 2013년         | 2014년         | 2015년         | 2016년         | 2017년         | 2018년         | 2019년         |                | [ 2 ] |
| 칠서 (폐쇄식) | 5,262          | 5,415          | 5,643          | 5,691          | 5,808          | 5,597          | 5,395          | 5,183          | 5,139          |                | [ 2 ] |